# Tremon Smith
Tremon Smith (Anniston, 20 luglio 1996) è un giocatore di football americano statunitense che milita nel ruolo di cornerback per gli Houston Texans  della National Football League (NFL).

## Carriera

### Kansas City Chiefs
Smith fu scelto nel corso del sesto giro (196º assoluto) nel Draft NFL 2018 dai Kansas City Chiefs. Debuttò come professionista subentrando nella gara del primo turno contro i Los Angeles Chargers mettendo a segno un placcaggio. Nel penultimo turno disputò contro i Seattle Seahawks la prima gara come titolare facendo registrare un passaggio deviato. La sua stagione da rookie si chiuse con 5 placcaggi in 14 presenze.

## Palmarès
- PFWA All-Rookie Team - 2018